# 耶什捷德塔

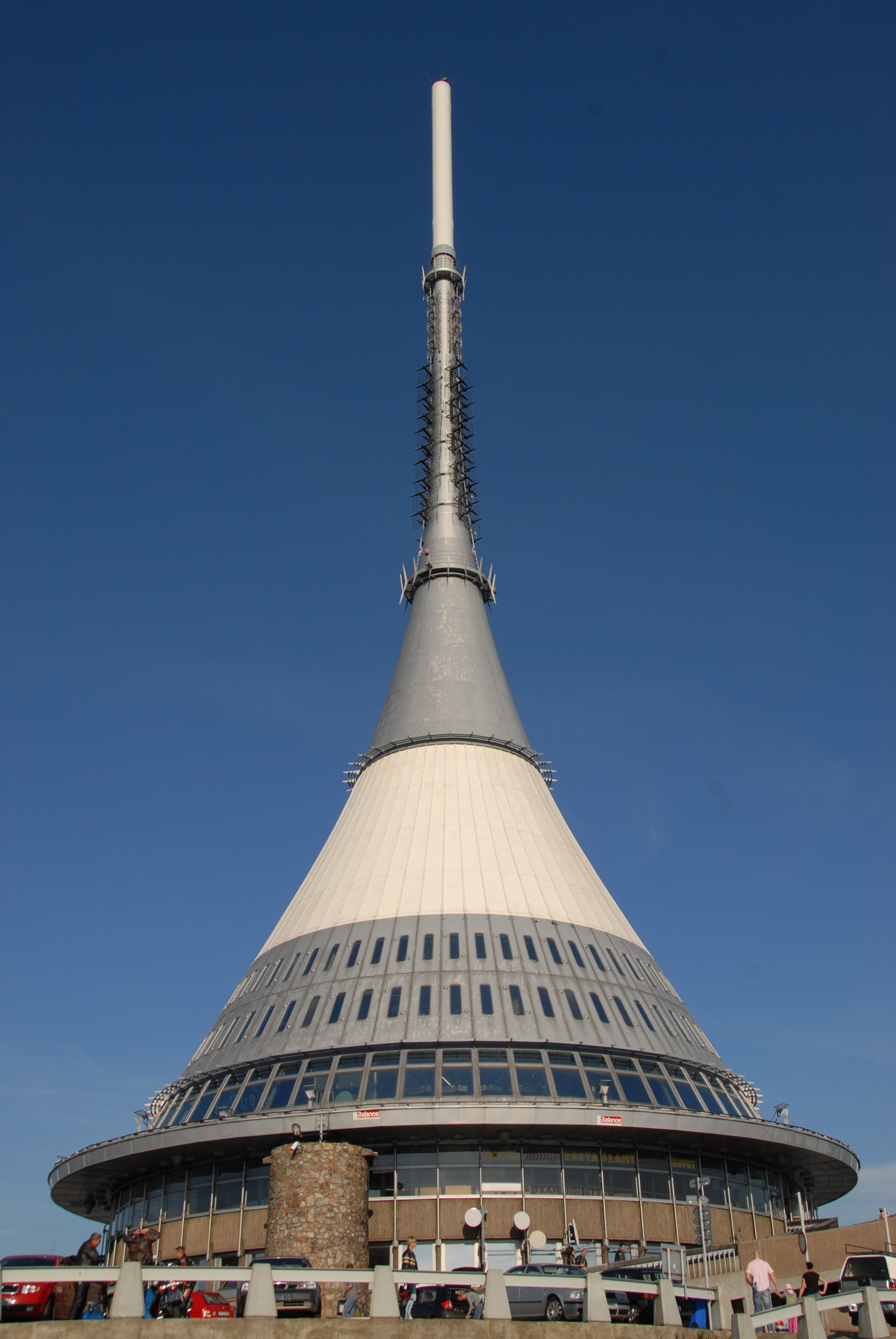

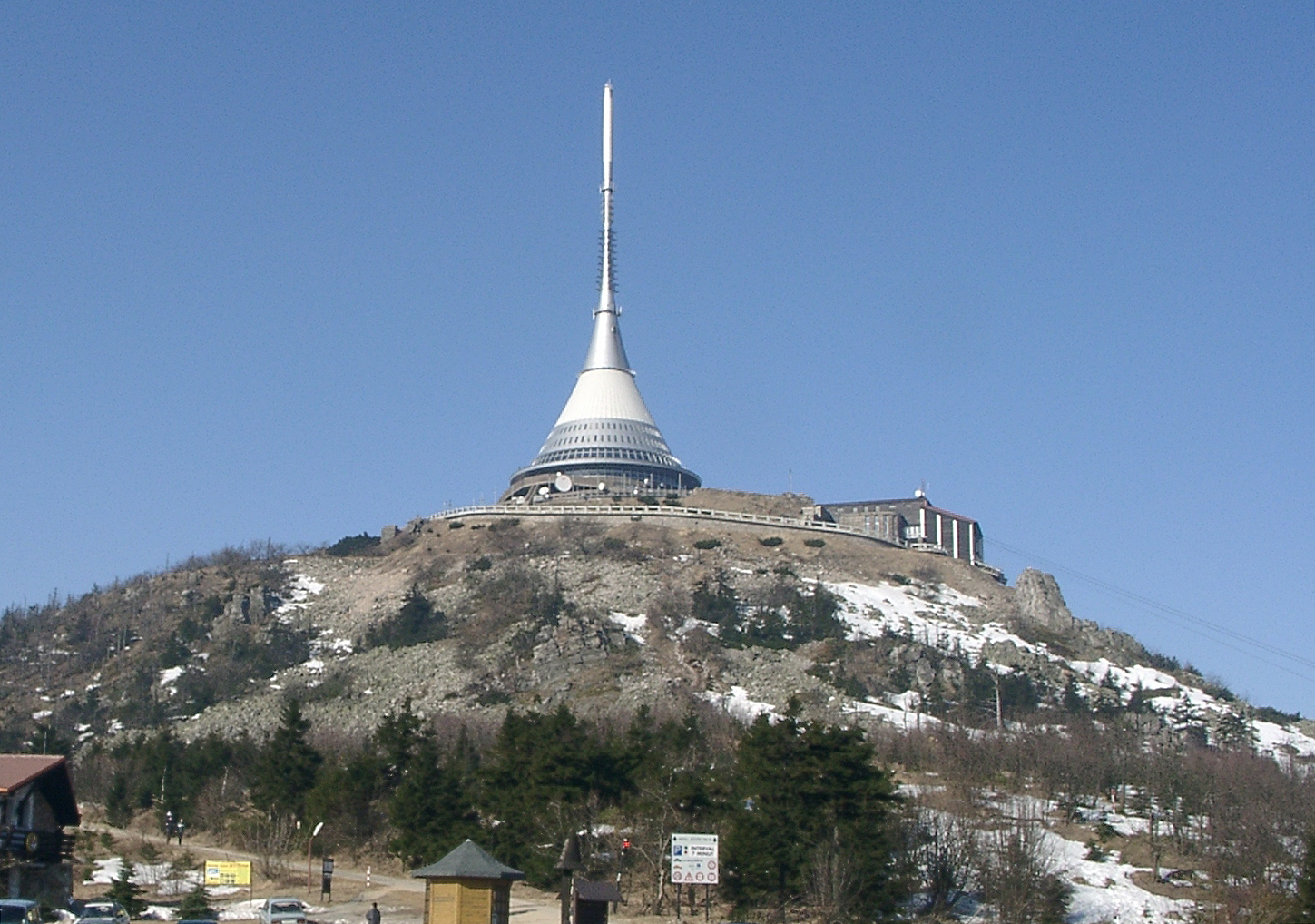

耶什捷德塔（Ještěd）是一座高94米的电视塔，位于捷克共和国利贝雷茨的耶什捷德山顶。塔楼由钢筋混凝土制成，形状为双曲面形式。塔楼的建筑师是胡瓦切克（Karel Hubáček） 团队花了三年时间完成了结构设计（1963–1966）。工程本身花了七年时间（1966-1973年）完成。奠基仪式于1966年7月30日举行。1973年7月9日隆重开幕。
建筑师选择双曲面形状，自然地延伸了山丘的轮廓，而且很好地抵抗了杰斯特山顶的极端气候条件。该设计巧妙地将山顶酒店和电视发射机结合在一起。
此处原有两座木屋，分别建于19世纪中期和20世纪初，在20世纪60年代初被烧毁。
1998年3月26日，捷克共和国文化部将该建筑登记为不动产文化遗产。2006年成为国家文化遗产 。2007年5月29日列入捷克共和国联合国教科文组织世界遗产预备清单。 1969年，胡瓦切克荣获国际建筑师联合会（UIA）授予的佩雷特奖。

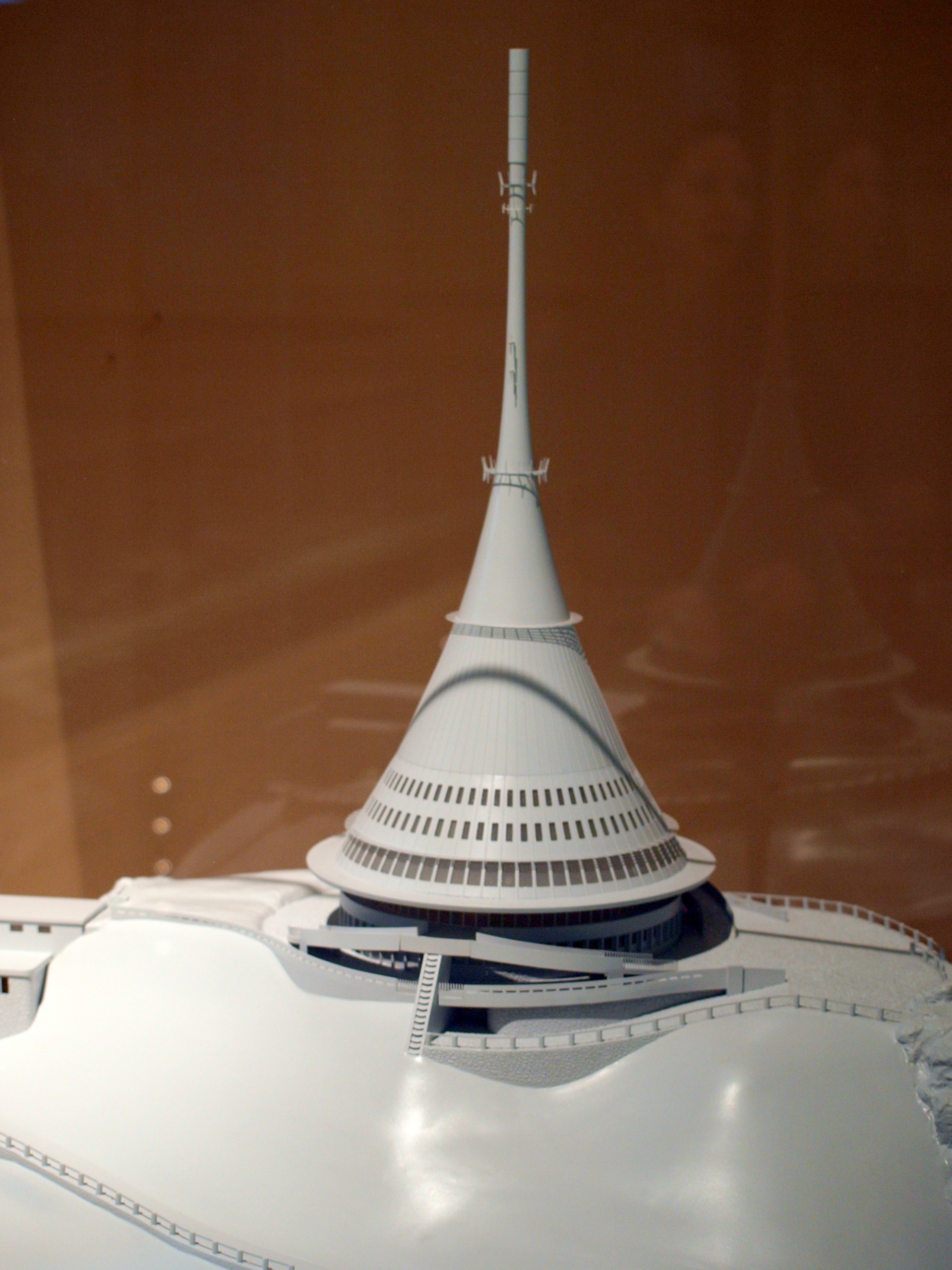
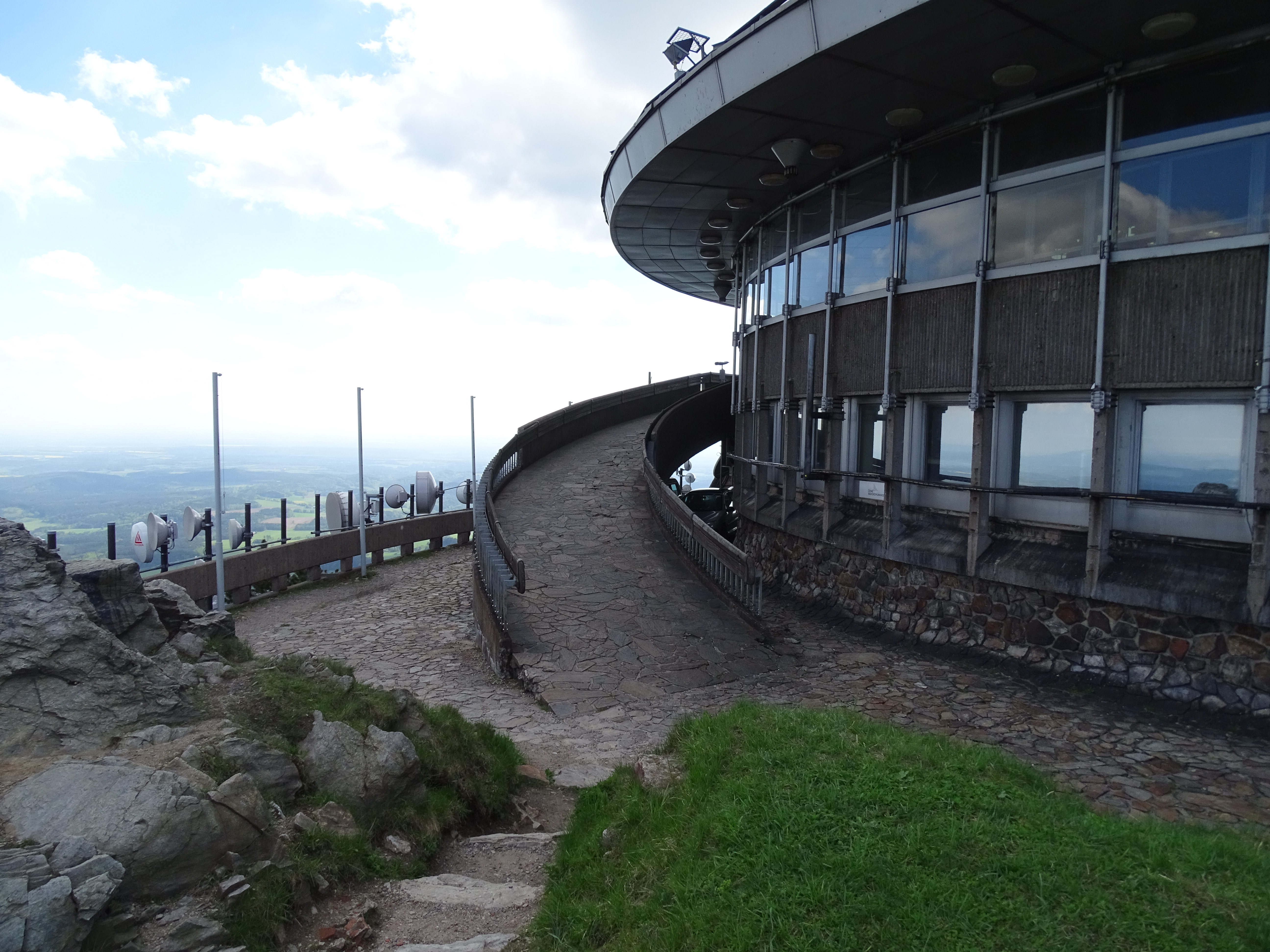
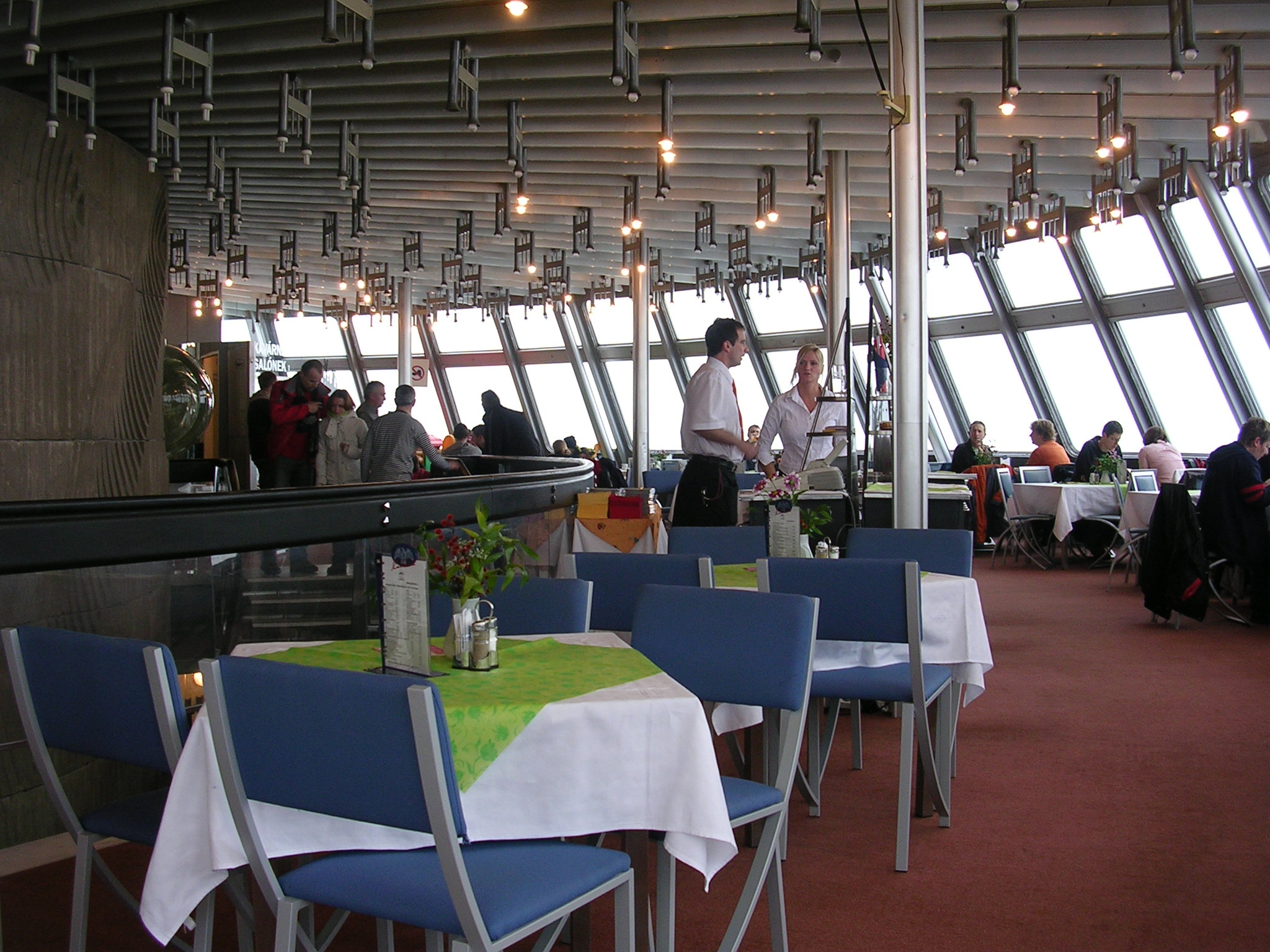
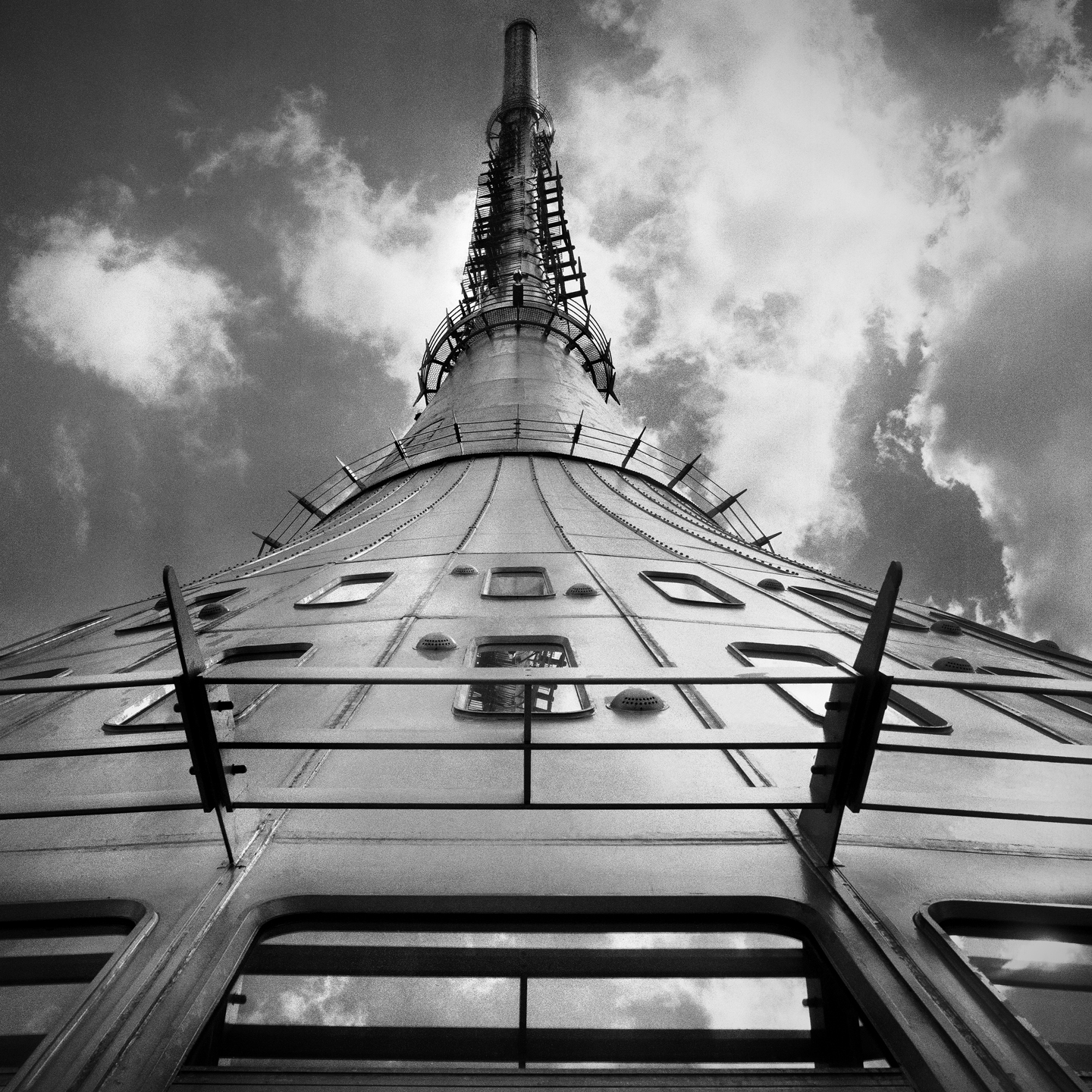
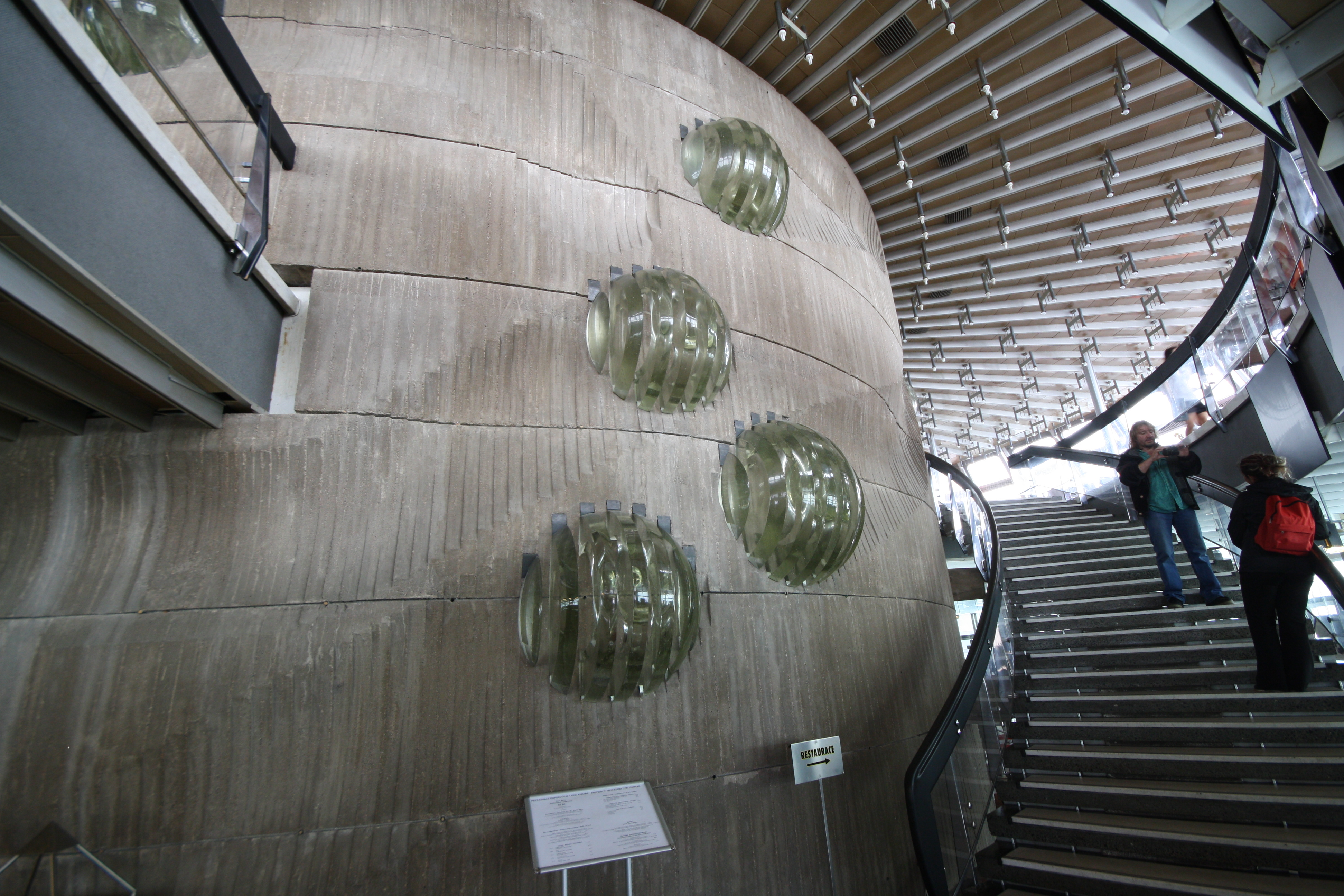

从山脚下可以通过公路和缆车到达。